# Cryptogaster cumacei
Cryptogaster cumacei is een krabbezakjessoort uit de familie van de Duplorbidae. De wetenschappelijke naam van de soort is voor het eerst geldig gepubliceerd in 1984 door Bocquet-Védrine & Bourdon.